# Rybka
Rybka es un motor de ajedrez UCI (Interfaz de Ajedrez Universal) bajo licencia privativa desarrollado por el Maestro Internacional Vasik Rajlich. 
El personal directamente implicado en la elaboración de Rybka es el compuesto por las siguientes personas:
- Vasik Rajlich: Autor del programa, Maestro Internacional de ajedrez con un Elo FIDE de 2303 (julio de 2009),[2] y experto en programación de computadoras.
- Jeroem Normen: Experto en elaborar libros de aperturas, como el de Rufian y Chess Tiger, encargado de elaborar el libro de Rybka.
- Larry Kaufman: Gran Maestro Internacional de ajedrez con un Elo FIDE de 2400 (julio de 2009),[3] asesor del equipo.
- Iweta Rajlich: Gran maestra femenina de ajedrez con un Elo FIDE de 2448 (julio de 2009).[2] Es la esposa de Vasik, y hace de sparring para ensayar el programa.
- Lukas Cimiotti: Físico, encargado del hardware de la computadora.

## Nombre
La palabra rybka significa pececito en lengua checa, idioma en el que su pronunciación es /'rɪpka/. Alexander Schmidt entrevistó a Vasik Rajlich y le preguntó: «¿Eligió el nombre de Rybka porque el programa se le escapaba entre las manos como un pez?» Rajlich respondió, «Respecto al nombre Rybka, lo lamento, pero seguirá siendo un secreto».

## Historia de Rybka
En un principio, Rybka era un programa no comercial que participaba en torneos, y no estaba a disposición del público.
La primera versión de Rybka en estar a disposición del público fue Rybka Beta, que apareció el 2 de diciembre de 2005.
En abril de 2006 Rybka superó a los demás programas en las listas de Elo de CSS, situándose 100 puntos Elo por encima de sus competidores más directos, como Shredder, Fritz, Hiarcs, o Fruit y consagrándose como el motor de ajedrez más fuerte.
En adelante comenzó a participar en circuitos de gran élite donde se enfrentaban varios programas fuertes, como Junior, Fritz, Gandalf, Shredder, Zap y Fruit.

## Etapa previa a la corona mundial
- En diciembre de 2005, gana el torneo International Paderborn Computer Chess Championship, con un resultado de 5,5 sobre 7.[5]

- Participa en CCT,[6] con un resultado impecable de 8/9 del 25 al 26 de febrero de 2006 con su versión Rybka 1.1.

- Participa en su primer mundial del 2006, la 14ª edición del WCCC, realizada en Turín. Curiosamente el programa se inscribió bajo el apellido de su autor Rajlich. En un torneo suizo a 11 rondas, del 25 de mayo al 1 de junio, el programa logra ubicarse en segundo lugar con 8,5 puntos, empatando con Shredder y a medio punto del campeón Deep Junior, que obtuvo 9 puntos.[7]

- Participa en el 26º Torneo Abierto Escocés de Computadoras, del 2 al 5 de noviembre de 2006,[8] con un resultado perfecto de 9/9,[9] un hito para el evento y sus organizadores[10] con la versión que se conocería como Rybka 2.1.

- En diciembre de 2006, Rybka 2.2 logra su segunda victoria consecutiva con un resultado de 6,5/7.

## Rybka y su conquista de la corona mundial
Tras los logros de la versión 2.2, Rybka se perfiló como el favorito a obtener el campeonato mundial de ajedrez por computadoras (World Computer Chess Championship) que se realizaría en junio. Antes del máximo evento, Rybka 2.2 participó en los mismos circuitos del año anterior para defender sus conquistas.
- Del 17 al 18 de febrero de 2007 participó nuevamente en la novena edición de CCT,[6] resultando ganador con una puntuación de 6/7.
- Del 18 al 20 de mayo de 2007 participó en la séptima edición del Leiden ICT: Rybka 2.2 ganó con un resultado de 7/9.[11]
- En junio de 2007, Rybka 2.2 consiguió el 15º Campeonato Mundial de Ajedrez por Computadoras, con un resultado de 10/11.
- Los equipos de Rybka y Zappa decidieron elaborar un enfrentamiento entre ambos programas a celebrarse del 20 al 27 de septiembre de 2007. Rybka 2.3.2x perdió el evento por un punto (4,5 para Rybka, 5,5 a favor de Zappa);[12] un duro tropiezo para el equipo recientemente proclamado campeón mundial.
- Seguidamente volvió a participar en el Torneo Abierto Escocés de computadoras realizado en octubre y obtuvo una puntuación de 8/9, volviendo a quedar en primer lugar.[13]
- En la 16ª edición del Campeonato Mundial de Ajedrez por Computadoras, realizada en China en octubre de 2008, Rybka 3 ganó dicho evento con un resultado de 8/9.
- Un mes después, Rybka 3 ganó el 27º Open Dutch Computer Chess Championship, celebrado en Leiden, con una puntuación perfecta de 9/9.[14]

## Rybka 3
El primer patrocinador de Rybka fue la firma Convekta™, pero ante los resultados obtenidos por Rybka, incluyendo la derrota de fuertes programas como Junior, Fritz y Shredder, distribuidos por Chessbase™, esta última firma decidió adquirir los derechos de distribución de Rybka 3.0. Deep Rybka 3.0 fue lanzado al mercado el 4 de agosto de 2008. Tanto Chess OK™, nuevo nombre de la antigua firma Convekta™, como ChessBase™, publicaron el producto con una diferencia de 6 semanas. Chessbase™ comenzó a vender el programa bajo el nombre de Rybka3 (versión para un solo procesador) y Deep Rybka3 (versión para más de un procesador), mientras que Chess OK™ lo tituló Rybka Aquarium. La diferencia entre las versiones de Chessbase™ y Chess OK™ estriba en la interfaz del usuario, ya que los motores del programa son los mismos. Chessbase™ le dio a su producto un carácter más orientado al público en general, introduciendo características para facilitar la enseñanza y el juego.
Entre algunas características innovadoras en Rybka 3, se encuentra, aparte de un increíble aumento de 80 puntos Elo de fuerza con respecto a su predecesor, la presencia de 3 motores de juego diferentes e independientes: Rybka 3, Rybka Human y Rybka Dynamic. Según Vasik Rajlich, el primero realiza un juego optimizado y balanceado entre el estilo humano y el maquinal, el segundo juega de tal forma que es mayor el porcentaje de jugadas realizadas iguales a las que haría un jugador humano, y el tercero da prioridad a los factores dinámicos sobre los posicionales, de modo que sacrifica el estilo humano en aras de un juego más combinativo. Sobre la fuerza de juego relativa de los tres motores aún no ha habido un pronunciamiento definitivo, aunque aproximadamente es la misma, con Rybka 3 un poco por delante a la hora de enfrentarse a otros programas de ajedrez.
En la versión de Chessbase™ también se introduce un nuevo modo de análisis, el análisis Monte Carlo, basado en cálculos estadísticos a base de jugar muchas partidas rápidas sobre una misma posición, el cual finalmente no ha tenido demasiada aceptación debido a que su efectividad actual es —según los propios usuarios— relativa.

## Rybka contra humanos
En los últimos años Rybka ha sido puesto a prueba enfrentándolo con un Maestro FIDE (FM John Meyer, Elo FIDE 2284, en dos ocasiones), un Maestro Internacional (IM Eugene Meyer, Elo FIDE 2443) y 5 Grandes Maestros, entre ellos uno de élite:
- Del 6 al 8 de marzo de 2007, contra el GM Jaan Ehlvest (Elo FIDE 2625), con la condición de que el humano siempre llevaría las piezas blancas y el programa siempre tendría 7 peones (cada partida con un peón menos diferente), y con un tiempo de 45' + 10" de incremento por jugada, Rybka 2.3.2a ganó por dos puntos: 4,5 - 6,5. El programa jugó este match recortando su libro de aperturas a los tres primeros movimientos, por lo que se produjeron interesantes partidas.
- Del 6 al 9 de agosto de 2007, contra el GM Joel Benjamin (Elo FIDE 2576), dándole a este como ventaja un peón en todas las partidas, y con un tiempo de 60' + 30" de incremento por jugada, Rybka 2.3.2a venció en el enfrentamiento por un punto: 4,5 - 3,5.
- El 27 de septiembre de 2007, contra el GM Fontaine (Elo FIDE 2567), quien llevaba las piezas blancas en las dos partidas, y con un tiempo de 25' + 10" de incremento por jugada, Rybka 2.3.2a ganó por dos puntos: 2 - 0.
- Del 3 al 7 de marzo de 2008, contra el GM Dzindzichashvili (Elo FIDE 2542), gran experto en el juego contra computadoras, quien tenía ventaja de un peón y un movimiento, y con un tiempo de 45' + 10" de incremento por jugada, Rybka 2.3.2a empató: 4 - 4.
- Del 14 al 18 de septiembre de 2008, contra el GM Vadim Milov (Elo FIDE 2705, número 28 mundial), en diversas modalidades de ventaja para el humano (dos partidas estándar con blancas, cuatro partidas con la calidad (torre por caballo) y negras, y dos partidas con blancas, un peón y un movimiento de ventaja), y con un tiempo de 90' + 30" de incremento por jugada, sorpresivamente ganó el Gran Maestro al programa Rybka 3 por 4,5 - 3,5. Este ha expresado su deseo de tener un nuevo enfrentamiento, esta vez sin ningún tipo de ventaja para él, con la condición de poder prepararse con el mismo equipo informático durante un tiempo.

## Rybka descalificado por dopaje digital
La Asociación Internacional de Juegos de Computadora (ICGA) ha resuelto por unanimidad descalificar a Rybka, el ordenador tetracampeón de ajedrez, por dopaje digital. Después de una investigación exhaustiva, esta asociación afirma que quedó demostrado que Vasik Rajlich “inyectó” código de otros competidores en el software para mejorar el rendimiento de su máquina. Pero, numerosos críticos sostienen que la investigación fue irregular, sesgada y tendenciosa, que no se siguieron criterios científicos ni técnicos apropiados y que se actuó bajo la suposición previa de que Rajlich era culpable de plagio, lo que invalidaría las conclusiones; sin embargo, aquellos críticos tampoco pudieron demostrar que la ICGA actuó de manera sesgada. Por tanto, mientras un juez no dictamine si hubo o no hubo plagio, la cuestión queda abierta, con aproximadamente tantos defensores de una postura como de la contraria.
Rybka es conocido por haber ganado el Campeonato Mundial de Ajedrez por Computadoras cuatro años consecutivos (2007 - 2010). Sin embargo, después de la protesta de uno de los participantes, 5 años después de finalizada la competición, decidieron abrir un caso al respecto. La asociación le realizó ingeniería inversa al código, descubriendo (según afirma la ICGA) que Rybka incluía fragmentos de la programación de dos programas anteriores.
Siempre de acuerdo con la versión de la ICGA, el dopaje no se dictaminó por la integración del código, sino por haberlo hecho sin atribución. Rybka usó partes de la programación de Fruit, el subcampeón del torneo en 2005. Aunque muchos grandes creadores de software lo negaron; Fruit y Crafty pasaron a ser los héroes del ajedrez por computadoras, ya que Rybka y Fritz han copiado sus subcódigos en varias ocasiones (según la ICGA), dejando al descubierto la potencias de sus códigos libre. Incluso, la última versión mejorada de Rybka que compitió en el 2011 llamada en broma "Frubka" del [Fruit + Rybka] (por algunos de los detractores de Rybka) que nunca salió al mercado. Este código se había liberado bajo una licencia pública de GNU. De acuerdo con las reglas, el comité habría permitido que el programa usara los fragmentos si Rajlich hubiera compartido el crédito.
La presunta trampa le ha salido costosa al creador de Rybka, pues está vetado de la competición de por vida, lo cual refuerza las teorías de la conspiración, al no tener en cuenta el programa, sino exclusivamente al autor. Además, se solicita que devuelva el dinero que ganó en los torneos. Tan sólo en el campeonato de 2010, Rajlich se adjudicó unos mil euros. 
La asociación también ha borrado el nombre de Rybka de las listas de ganadores, concediéndole los reconocimiento de campeones a los programas que fueron subcampeones en dichos certámenes. Es interesante subrayar que algunos de esos subcampeones que ahora pasan a ser campeones, formaron parte de los acusadores que demandaron a Rybka.